# Hrabstwo Rutland
Hrabstwo Rutland (ang. Rutland County) – hrabstwo w stanie Vermont w Stanach Zjednoczonych. Obszar całkowity hrabstwa obejmuje powierzchnię 944,77 mil² (2446,94 km²). Według szacunków United States Census Bureau w roku 2009 miało 61 642 mieszkańców.
Hrabstwo powstało w 1781 roku. 

## Miasta (city)
- Rutland

## Gminy (town)
- Benson
- Brandon
- Castleton
- Chittenden
- Clarendon
- Danby
- Fair Haven
- Hubbardton
- Ira
- Killington
- Mendon
- Middletown Springs
- Mount Holly
- Mount Tabor
- Pawlet
- Pittsfield
- Pittsford
- Poultney
- Proctor
- Rutland
- Shrewsbury
- Sudbury
- Tinmouth
- Wallingford
- Wells
- West Haven
- West Rutland[4]

## Wsie (village)
- Poultney[4]

## CDP
- Benson
- Brandon
- Castleton
- Fair Haven
- Pittsford
- Wallingford
- Wells
- West Rutland[4]

| Populacja hrabstwa w poprzednich latach | Populacja hrabstwa w poprzednich latach |
| Rok                                     | Liczba ludności                         |
| --------------------------------------- | --------------------------------------- |
| 1980                                    | 58 332                                  |
| 1990                                    | 62 142                                  |
| 2000                                    | 63 400                                  |
| 2005                                    | 63 743                                  |